# Dirch & Kjeld blir nye mennesker
|  | Denne artikel er oprettet af botten PalnaBot ud fra en ekstern database. Den kan derfor have sproglige fejl eller mangler. Denne skabelon kan fjernes efter kontrol af indholdet. |

Dirch & Kjeld blir nye mennesker er en kortfilm instrueret af Erik Dibbern efter manuskript af Erik Dibbern.